# Barbro Lindström
Barbro Lindström, från 1968 folkbokförd som Barbro Lindström Hagman, född 25 februari 1932 i Katarina församling, Stockholm, död 24 juni 1986 i samma församling, var en svensk radioprogramledare och journalist. Hon var Svensktoppens första programledare 1962. Hon var programledare för programmet 1962 och 1963. Därefter tog Carl-Uno Sjöblom över. Hon var även extrainkallad programledare under Svensktoppen 1982, då programmet lades ner under några år efter 20 års tid.
Efter sin tid på Sveriges radio blev hon även medicinsk reporter på Aktuellt-redaktionen, där hon började 1964. Hon var en av de första kvinnliga fackreportrarna på TV i Sverige. Åke Ortmark kallade henne för något av en makthavare i sjukhusvärlden. Hon var från 1968 gift med Bengt Hagman som var redigerare på Aktuellt. Hon dog i cancer 1986. Hennes sista reportage i Aktuellt sändes 21 september 1986, och för hennes inslag om cancer i Aktuellt fick hon ett postumt hederspris av Cancerfonden. Hon är gravsatt på Skogskyrkogården i Stockholm.
1964 och 1965 var Lindström sommarvärd i P1.